# Trotteria ligustri
Trotteria ligustri är en tvåvingeart som beskrevs av Barnes 1954. Trotteria ligustri ingår i släktet Trotteria och familjen gallmyggor. Inga underarter finns listade i Catalogue of Life.